# Луппайёган
Луппайёган (устар. Луп-Пай-Юган) — река в Шурышкарском районе Ямало-Ненецкого АО. Устье реки находится в 59 км по правому берегу реки Собь. Длина реки составляет 38 км, в 2 км по левому берегу впадает Путыръёган, в 10 км — Луппайёгарт.

## Данные водного реестра
По данным государственного водного реестра России относится к Нижнеобскому бассейновому округу, водохозяйственный участок реки — Обь от впадения реки Северная Сосьва до города Салехард, речной подбассейн реки — бассейны притоков Оби ниже впадения Северной Сосьвы. Речной бассейн реки — (Нижняя) Обь от впадения Иртыша.